# 小池喜孝
小池 喜孝（こいけ きこう （別名よしたか））、1916年（大正5年）9月11日 - 2003年（平成15年）11月28日）は、日本の教育者、編集者、歴史研究者。東京都出身。

## 概要
1916年（大正5年）9月11日、東京府北多摩郡東村山村（現：東京都東村山市）に小池喜八（東村山化成小学校の校長）とキク（または喜久）の長男として出生。1936年（昭和11年）に東京府青山師範学校を卒業。小学校教師として東郷小学校に勤務する傍ら、法政大学高等師範部に通い、歴史や社会学の教科研究を続ける。太平洋戦争中は鷺宮国民学校（現：中野区立鷺宮小学校）に赴任し、福島県へ児童らと疎開した。
戦後は、東京都教育労働組合執行委員に選出され、書記局員を務めるが、1948年（昭和23年）にGHQから教職追放令が下ると公職追放となった。
1951年（昭和26年）に公職追放は解除になるが、三笠書房に編集者として勤務。竹内道之助社長の下、戦後復刊した『風と共に去りぬ』に続く女性読者向けの翻訳作品を求め、村岡花子訳『赤毛のアン』の刊行に尽力する。
その後、三笠書房を辞し、1953年（昭和28年）8月に北海道北見北斗高等学校へ社会科教師として赴任。歴史の授業を担当した他、卓球部の顧問も務めた。
1963年（昭和38年）に埼玉県より、秩父事件の中心人物で1918年（大正7年）に野付牛町（現：北見市）で死去した井上伝蔵の足跡についての調査依頼があったことをきっかけに、民衆史の研究に取り組むようになる。
1966年（昭和41年）に北海道美幌高等学校、1973年（昭和48年）に北海道北見工業高等学校へ異動となると、北見歴史を語る会を組織。北海道開拓の犠牲者や少数民族等にも目を向け、1976年（昭和51年）には「オホーツク民衆史講座」に発展。小池は1977年（昭和52年）に北海道歴史教育者協議会副会長、1978年（昭和53年）には「人権と民主主義を守る民衆史掘りおこし北海道連絡会」事務局長となった。小池らは従来肯定的にみられていた「開拓」という言葉を批判的に問い直したほか、囚人労働・タコ部屋労働・外国人への強制労働など、北海道史に内在する問題を盛んに議論の俎上に置いた。
1978年（昭和53年）に北見工業高校を定年退職し、1982年（昭和57年）には息子が教師に就職した埼玉県東松山市に移住。2003年（平成15年）11月28日、肺炎のため埼玉県川越市の病院で87歳で死去。

## 年譜
- 1916年（大正 5年） - 東京府北多摩郡東村山村（現：東京都東村山市）に出生。
- 1936年（昭和11年） - 東京府青山師範学校卒業。小学校教師となる。
- 1948年（昭和23年） - GHQにより公職追放。
- 1951年（昭和26年） - 公職追放解除。三笠書房に勤務。
- 1952年（昭和27年） - L・M・モンゴメリ作 Anne of Green Gables の村岡花子訳を『赤毛のアン』と題して三笠書房から刊行。
- 1953年（昭和28年） - 三笠書房退職後、北海道北見北斗高等学校へ社会科教師として赴任。
- 1966年（昭和41年） - 北海道美幌高等学校に赴任。
- 1973年（昭和48年） - 北海道北見工業高等学校へ赴任。
- 1977年（昭和52年） - 北海道歴史教育者協議会副会長に就任。
- 1978年（昭和53年） - 「人権と民主主義を守る民衆史掘りおこし北海道連絡会」事務局長に就任。北見工業高校を定年退職。
- 1982年（昭和57年） - 埼玉県東松山市へ移住。
- 2003年（平成15年） - 肺炎のため87歳で死去。

## 著書
- 『谷中から来た人たち　足尾鉱毒移民と田中正造』新人物往来社、1972年。
- 『鎖塚　自由民権と囚人労働の記録』現代史資料センター出版会、1973年。
- 『秩父颪　秩父事件と井上伝蔵』現代史出版会、1974年。
- 『伝蔵と森蔵　自由民権とアイヌ連帯の記録』現代史出版会、1976年。
- 『常紋トンネル　北辺に斃れたタコ労働者の碑』朝日新聞社、1977年。（朝日文庫、1991年。ISBN  4022606320） - 常紋トンネル工事に従事させられたタコ部屋労働者の悲惨（病気や怪我で働けなくなった者の処遇、リンチ、脱走者への刑罰等）を描く。
- 『雪の墓標　タコ部屋に潜入した脱走兵の告白』（共著）朝日新聞社、1979年。
- 『平民社農場の人びと　明治社会主義者のロマンと生きざま』現代史出版会、1980年。ISBN 4198020965
- 『北海道の夜明け　常紋トンネルを掘る』国土社、1982年。ISBN 4337056025 - 第29回青少年読書感想文全国コンクール（1983年）の課題図書となる。

## 『赤毛のアン』の命名者
小池は戦後の一時期三笠書房に勤務するが、その頃、翻訳文学の出版社である三笠書房は、戦前に出版したマーガレット・ミッチェル作・大久保康雄訳『風と共に去りぬ』を戦後に復刊したところ、女性読者に好評を博していた。社長の竹内道之助は、これに続く女性読者を視野に入れた新しい作品を求めていた。そこで編集者となった小池が、戦前からそうした翻訳書のある村岡花子のもとを訪れ、何か新しい作品がないかどうか尋ねた。
村岡はその時、戦時中に翻訳したL・M・モンゴメリ作 Anne of Green Gables の訳稿を持っていたが、原書の刊行年が古いこと等を理由に「ありませんよ」と素っ気なく答えた。小池は一旦引き上げるが、その後も熱心に村岡のもとを訪ねて交流した結果、ついに村岡より訳稿を託されることになる。小池はそれを持ち帰って社長に見せ、相談したところ、三笠書房からの刊行が決定した。
しかしその後、タイトル決定が難航することになる。原題にある Gables を訳した「切妻屋根」が日本人になじみがないことから、村岡は『夢見る少女』『窓辺の少女』『窓辺に倚る少女』等の候補を考えた。そして、さんざん三笠書房で話し合った挙句に『窓辺に倚る少女』に決めて帰宅した夜のこと、社長から、小池が「『赤毛のアン』はどうだろう」とタイトルを提案したとの電話を受けた。
村岡は「『赤毛のアン』なんて絶対嫌です」と言って断った。しかし、その後の家族との夕食の席でそのことを話題にしたところ、20歳になる娘のみどりが『赤毛のアン』というタイトルの方が気に入り、譲らなかった。それで村岡は社長に電話を入れ、娘のような若い読者の感覚に任せることにしたと告げ、小池が提案した『赤毛のアン』というタイトルを受け入れた。